# Henri Abraham
Henri Abraham (Paris, 12 de julho de 1868 – Auschwitz, 22 de dezembro de 1943) foi um professor e físico francês.
Seus trabalhos científicos foram principalmente sobre os fenômenos eletromagnéticos. Dirigiu nomeadamente as teses de  Jean Mercier (1923) e Pierre Fleury (1921).
1. ↑  «Henri Abraham». BNF (em inglês). Consultado em 9 de setembro de 2021